# Calamus moseleyanus
Calamus moseleyanus är en enhjärtbladig växtart som beskrevs av Odoardo Beccari. Calamus moseleyanus ingår i släktet Calamus och familjen Arecaceae. Inga underarter finns listade i Catalogue of Life.